# كامبلين لابي
كامبلين لابي (بالفرنسية: Camblain-l'Abbé)‏ هي بلدية تقع في إقليم باد كاليه من منطقة نور با دو كاليه في شمال فرنسا. تبلغ مساحة هذه المدينة 5.61 (كم²)، وترتفع عن سطح البحر 112 م، يبلغ عدد سكانها 653 نسمة حسب إحصاء المعهد الوطني للإحصاء والدراسات الاقتصادية سنة 2009 م. وترأس Pierre-Albert Mayeur البلدية خلال فترة (2008-2014).